# 阿尔比尼
阿尔比尼（法語：Arbigny，法語發音：[aʁbiɲi]）是法国东部安省的一个市镇，属于布雷斯地区布尔格区。

## 地理
阿尔比尼（46°28'12"N, 4°58'15"E）面积17.47 平方千米，位于法国奥弗涅-罗讷-阿尔卑斯大区安省，该省份为法国东部省份，北起汝拉省，西北接索恩-卢瓦尔省，西接罗讷省和里昂大都会，南至伊泽尔省，东与萨瓦省、上萨瓦省和瑞士接壤。
与阿尔比尼接壤的市镇（或旧市镇、城区）包括：雷苏兹河畔沙瓦讷、圣贝尼涅、塞穆瓦耶、韦斯库尔、法尔日莱马孔、于希济。

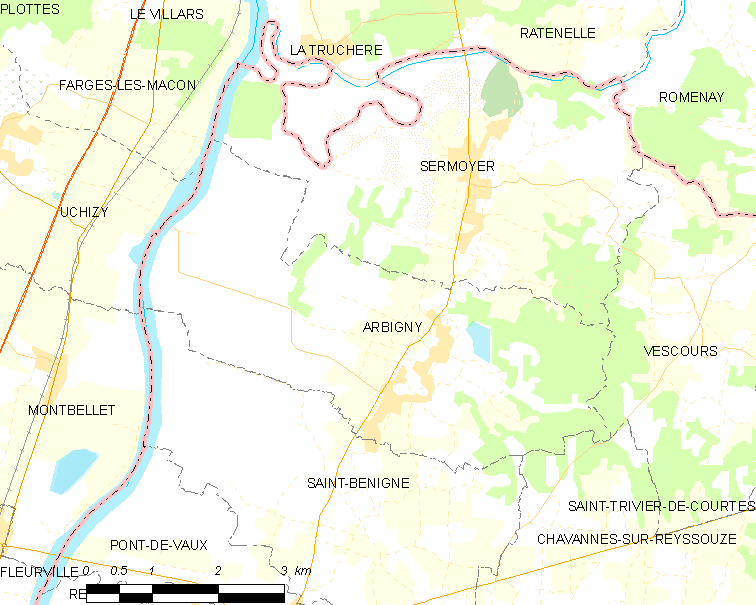
阿尔比尼的OSM定位图

阿尔比尼的时区为UTC+01:00、UTC+02:00（夏令时）。

## 行政
阿尔比尼的邮政编码为01190，INSEE市镇编码为01016。

## 政治
阿尔比尼所属的省级选区为勒普隆日县。

## 人口

1962-2008年间阿尔比尼人口变化图示

阿尔比尼于2022年1月1日时的人口数量为459人。